# Aman Wote
Aman Wote (ur. 18 kwietnia 1984 w regionie Tigraj) – etiopski lekkoatleta specjalizujący się w biegu na 1500 metrów, medalista halowych mistrzostw świata, uczestnik igrzysk olimpijskich.
W 2010 zajął 7. miejsce podczas mistrzostw Afryki w Nairobi. Piąty zawodnik igrzysk afrykańskich w Maputo (2011). Kilka miesięcy później zajął 4. miejsce na halowych mistrzostwach świata. Bez powodzenia startował w 2012 na igrzyskach olimpijskich w Londynie. Rok później dotarł do półfinału mistrzostw świata w Moskwie. W 2014 zdobył srebrny medal halowego czempionatu globu w Sopocie.
Medalista mistrzostw Etiopii.

## Osiągnięcia
| Rok  | Impreza                   | Miejsce        | Lokata     | Wynik   |
| ---- | ------------------------- | -------------- | ---------- | ------- |
| 2010 | Mistrzostwa Afryki        | Nairobi        | 7. miejsce | 3:38,89 |
| 2011 | Igrzyska afrykańskie      | Maputo         | 5. miejsce | 3:41,04 |
| 2012 | Halowe mistrzostwa świata | Stambuł        | 4. miejsce | 3:47,02 |
| 2012 | Igrzyska olimpijskie      | Londyn         | eliminacje | 3:41,67 |
| 2013 | Mistrzostwa świata        | Moskwa         | półfinał   | 3:36,94 |
| 2014 | Halowe mistrzostwa świata | Sopot          | 2. miejsce | 3:38,08 |
| 2015 | Mistrzostwa świata        | Pekin          | –          | DNF     |
| 2016 | Halowe mistrzostwa świata | Portland       | 6. miejsce | 3:44,86 |
| 2016 | Igrzyska olimpijskie      | Rio de Janeiro | eliminacje | DNS     |
| 2018 | Halowe mistrzostwa świata | Birmingham     | 4. miejsce | 3:58,64 |

## Rekordy życiowe
- bieg na 1500 metrów (stadion) – 3:29,91 (2014) były rekord Etiopii
- bieg na 1500 metrów (hala) – 3:35,31 (2013)
- bieg na milę – 3:48,60 (2014) rekord Etiopii